# Villa Pestellini
Villa Pestellini  o Il Melarancio è una dimora storica di Scandicci, situata nella via Volterrana.

## Storia
A pochi metri dallo sbocco della via di Vingone, lungo la via Volterrana, sorge questa suggestiva villa. Nel XV secolo l'edificio era noto come La Piazzola ed era di proprietà dei Bartoli. Nel 1480 circa la villa pervenne a Giovanni d'Alessandro Arrighi; successivamente la comprarono i Niccolini (9 marzo 1676), dopodiché passò agli Ombrosi,  ai Corsi e nel 1829 l'acquistò la famiglia Pestellini, (donde deriva l'attuale nome). Da questa famiglia nacque il pittore Enrico (Firenze, 1838- Giogoli di Firenze, 1916)
. All’inizio del ‘900 la villa era di proprietà dell'artista.
Infine l’immobile storico passò ai Ricciarelli e poi agli Angeletti. 
La villa subì degli interventi nel corso del XVII secolo, che gli hanno conferito un aspetto sobrio ed elegante. La villa possiede, inoltre, una cappella privata.